# Zamana takamukuanus
Zamana takamukuanus är en fjärilsart som beskrevs av Matsumura 1925. Zamana takamukuanus ingår i släktet Zamana och familjen tandspinnare. Inga underarter finns listade i Catalogue of Life.